# قلع‌اندود کردن
قلع‌اندود کردن (به انگلیسی: Tinning) فرایندی است که بر روی فولاد یا آهن کارشده لایه نازکی از قلع پوشیده می‌شود، محصول نهایی بدست آمده از این فرایند ورق قلع‌اندود می‌باشد. این ورق اغلب برای جلوگیری از زنگ زدگی استفاده می‌شود.
قلع یک فلز براق سفید نقره ای رنگ است که در درجه حرارت معمولی در مقابل آب و هوا مقاوم است و اسیدها و بازهای ضعیف نمی‌توانند به راحتی روی آن اثر بگذارند اما اسیدها و بازهای قوی به راحتی روی آن اثر می‌گذارند. قلع در آب حاوی کربنات‌ها، با سرعت کمی خورده می‌شود و خوردگی قلع در خاک شدیداً کم است. این فلز به راحتی لحیم پذیر است به همین دلیل در صنعت برق به کار برده می‌شود و با مقابل مواد غذایی و اتمسفر واکنش نمی دهدو این فلز سمی نیست و به همین دلیل کاربرد زیادی در پوشش قطعات صنعتی مواد غذایی دارد.

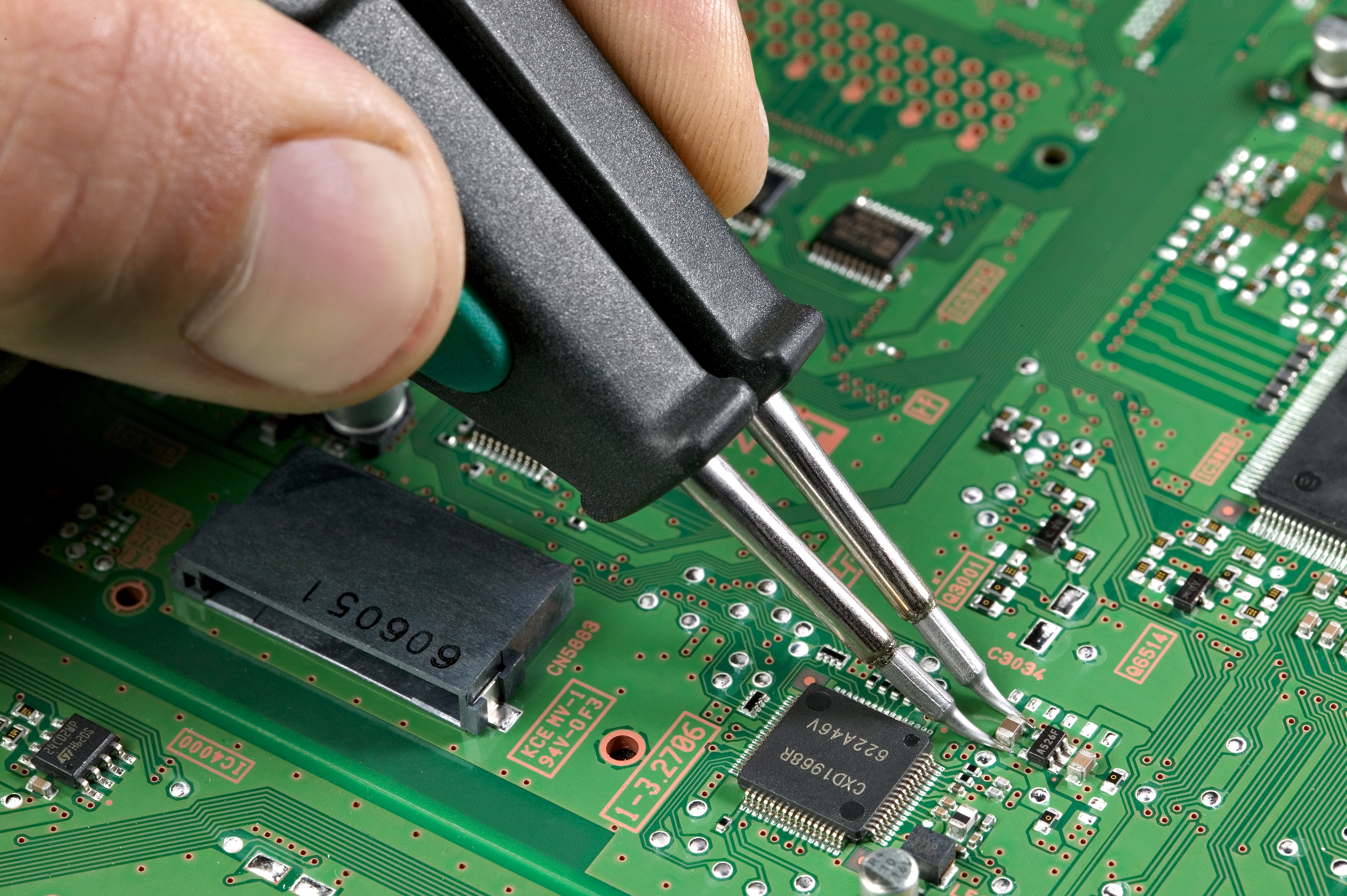
فلز قلع به راحتی لحیم پذیر است به همین دلیل در صنعت برق استفاده می‌شود.

اولین و گسترده‌ترین کاربرد ورق‌های قلع‌اندود تولید قوطی‌های کنسرو می‌باشد. در گذشته این ورق‌ها برای گلدان، سینی‌ها و … مورد استفاده قرار می‌گرفت. این ورق‌ها بر اساس روش الکترولیت اسیدی با محلول فرواستان تولید می‌شود. دراین روش ورق پس از عبور از حوضچه‌های شستشوی الکترولیتی و شستشو با آب و عبور از حوضچه‌های اسید شویی الکترولیتی و شستشو با آب (طی دو مرحله) وارد حوضچه‌های محتوی محلول الکترولیت شده و طی پنج مرحله در حالی که شمش خالص قلع به عنوان آند و ورق به عنوان کاتد عمل می‌کند، به روش الکترولیتی هر دو سطح ورق قلع اندود می‌گردد. پس از انجام عملیات پوشش دهی قلع، ورق با عبور از کوره‌ای به نام مافل تا درجه حرارت بالای نقطه ذوب قلع گرم گردیده و سپس در حوضچه‌ای سریعاً سرد می‌گردد. پس از این مرحله ورق قلع اندود بعلت جلوگیری از اکسیداسیون سطحی وارد عملیات شیمیایی (رسوب دادن لایه‌ای از کروم) گردیده و و پس از طی عملیات خنک سازی و بازسازی‌های کنترل کیفی، بسته‌بندی گردیده و به بازار مورد مصرف خود که صنایع بسته‌بندی است روانه می‌گردد.

## روش الکترونیکی قلع اندود کردن
قلع به روش‌های مختلفی مورد استفاده قرار می‌گیرد که یکی از آن روشها، آبکاری الکتریکی قلع روی فلزات مختلف است. در آبکاری الکتریکی، از طریق جریان برق لایه نازکی از قلع روی سطح فلز یا آلیاژ رسوب داده می‌شود. این روش از لحاظ اقتصادی مقرون به صرفه است زیرا فلزات و آلیاژهای مورد استفاده به عنوان زیرلایه و همچنین تجهیزات دیگری که در فرایند آبکاری مصرف می‌شوند، ارزان هستند. آبکاری الکتریکی از نظر نوع جریان به دو دسته جریان مستقیم و پالسی تقسیم می‌شود. در فرایند آبکاری جریان پالسی بر خلاف جریان مستقیم فرصتی فراهم می‌گردد تا بتوان با تغییر ولتاژ یا جریان، نتایجی متفاوت به دست می‌توان به ساختارهای رگه ای، چگالی سطحی بیشتر و مقاومت الکتریکی کم‌تر، آورد. در بعضی از فلزات با روش آبکاری پالسی ۵۰٪ کاهش می‌یابد. این ویژگی‌ها، موجب ایجاد سطوح پوشش مطلوب رسید. به علاوه، زمان مورد نیاز برای فرایند آبکاری تا تری از طریق روش پالسی شده و در نتیجه کاربرد این روش به خصوص در صنعت الکترونیک ازدیاد پیدا کرده‌است. از دیدگاه صنعت، روش پالسی در آبکاری بیشتر فلزات، محصولی سخت‌تر و سطحی مقاوم تر ایجاد می‌کند.
روش جدید قلع اندود کردن
برای قلع اندود کردن قطعات آهن به تازگی در فرانسه یک فرایند جدید توسط M. Mare در شهر نانت ثبت شده‌است. ابتدا قطعه آهن با سولفوریک اسید رقیق شسته می‌شود، سپس وقتی کاملاً تمیز شدند، در آب گرم قرار می‌گیرند. بعد از آن قطعات را در محلول هیدروکلریک اسید، مس و روی فرو می‌برند و در آخر داخل حمام قلع که دارای مقدار کمی روی نیز هست، غوطه ور می‌کنند. هنگامی که قلع اندود کردن تمام می‌شود، قطعات داخل آب در حال جوش غوطه ور می‌شوند و فرایند با قرار گرفتن قطعات در شن گرم که باعث نرم شدن آهن می‌شود، پایان می‌یابد.

## الکترولیت‌های قلع اندود کردن
- الکترولیت‌های اسیدی: اسید فنل سولفونیک، اسید هیدروفلوروئیک و اسید فلوئوروبونیک.
- الکترولیت‌های قلیایی: بر اساس استانات سدیم یا پتاسیم و هیدروکسیدهای مربوطه می‌باشد.

پوشش‌هایی که به طریق الکترولیتی روی قطعات ایجاد شده‌اند دارای ظاهری کدر هستند که با فروبردن قطعه در حمام روغن داغ (surfusion) براق می‌شوند. این کار با از بین بردن خلل و فرج موجود در پوشش، مقاومت پوشش در برابر خوردگی را افزایش می‌دهد.
بسیاری از آلیاژهای قلع - سرب برای لحیم کاری استفاده می‌شوند. استفاده از آلیاژهایی که از سرب غنی اند به دلیل مقاومت به خزش مطلوبی که دارند در شرایط کاری رادیاتور توصیه شده‌است. در صورتی که که آلیاژ با درصد کمتر قلع در شرایط محیط‌های کلریدی رادیاتور نسبت به خوردگی مقاوم باشند، می‌توان از آن‌ها استفاده کرد. خوردگی آلیاژ لحیم با ظهور ترکیبات سفید رنگ در محل اتصالات مشخص شده و سبب انهدام و نشتی رادیاتور می‌شود.
در محیطهای خنثی افزودن مقدار کمی قلع به سرب، به‌طور قابل توجهی مقاومت آلیاژ لحیم را نسبت به خوردگی افزایش می‌دهد.

## کاربرد ورق قلع اندود

### قطعات خودروسازی
فیلترهای روغن، واشرهای درزبند سرسیلندر و قطعات الکتریکی ماشین آلات،

### در حرفهٔ ساختمان‌سازی
فاصله نگهدارها برای شیشه اندازی دوجداره، نرده‌های سقف کاذب، بازتابنده‌های نور، پره‌های رادیاتور، شیرهای تقویت‌شده، در پوشش بام و پوشش نمای صنعتی و تجاری، لوازم جانبی ساختمان و …

### در منزل
قالبهای کیک، قطعات سازنده کپسول گاز، کنسرو سازی، اسپری‌ها و ساخت بطری‌های مواد نوشیدنی، سر بطری، بسته‌بندی مواد غذایی

### در تجهیزات الکتریکی و الکترونیکی
باتریها، و قطعات الکتریکی، و …
برای ساخت فیلم‌های عکاسی، به عنوان یک ماده محافظتی برای کابل‌های فیبر نوری به کار برده می‌شود.